# EBoostr
eBoostr（イーブースタ） は、MDO社が開発・販売するシステムソフトウェアである。

## 概要
マイクロソフト社のPC用OSであるWindowsにおいて、Windows Vistaより搭載された新しい機能の一つである、ReadyBoost 及び SuperFetch の代替機能を提供するソフトウェアであり、フラッシュメモリーや空きメモリ領域をHDDキャッシュに割り当てるなどして、PCのパフォーマンスを高速化する。
ただし、技術自体は ReadyBoost と異なる為、Windows VistaだけでなくWindows 2000やWindows XP、Windows Server 2003/2008などにも対応する他、ReadyBoost との機能・性能面などでの差別化を図っている。

## 特徴
主なReadyBoostとの相違点は
- 1～2GBの容量を推奨しており、4GB以上のフラッシュメモリも使えるが、2GB以上の領域は速度向上の効果が薄くなる。
- 空きメモリをキャッシュに充てることが可能。RAMディスクと同じ機能である。
- シェアウェアにノートブック向け、デスクトップ向けなどバージョン分けがされており、性能傾向に若干の差がある。
- Ver.3では特定のアプリケーションを優先的にキャッシュする機能を搭載 / Windows Vistaへも対応している。
- キャッシュの内容を閲覧でき、拡張子・パスで除外が可能
- 暗号化を行わない場合、低い負荷で利用できる(Ver.4から暗号化を行うことも可能)
- PCの電源を切っても書き込まれたデータは保持されるため、OS起動時の読み込みが高速化される(ただしeBoostrのサービスが起動するログイン画面あたりから)

などがある。